# Hylaeus brachyceratomerus
Hylaeus brachyceratomerus är en biart som först beskrevs av Jesus Santiago Moure 1941.  Hylaeus brachyceratomerus ingår i släktet citronbin, och familjen korttungebin. Inga underarter finns listade i Catalogue of Life.